# Modisimus palenque
Modisimus palenque là một loài nhện trong họ Pholcidae. Loài này được phát hiện ở México.